# گریزان

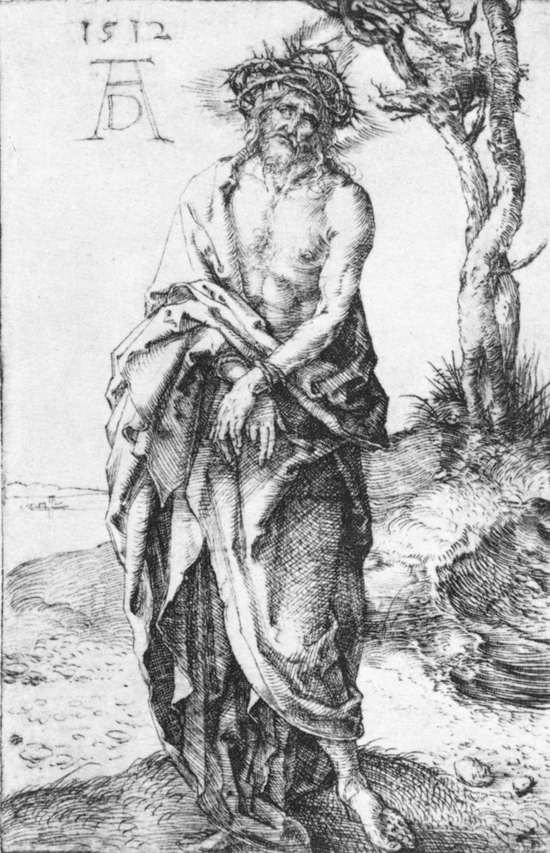
Schmerzensmann، نقطه خشک اثر آلبرشت دورر (۱۵۱۲)، آلبرتینا، وین

یک فرد گریزان ممکن است بزرگسال، کودک، خواهر و برادر، کارمند، همسالان، هم‌کیش، سیاسی یا مذهبی، یا یک کشور باشد. پسر شلاق‌زن، بیمار شناسایی‌شده، یا «فرد افسرده» اشکالی از افراد گریزان هستند.
گزیران، جدا کردن یک فرد یا گروه برای سرزنش ناشایست و در نتیجه برخورد منفی است. همچنین ممکن است (دو عمل «بهانه‌جویی» یا «فرافکنی») توسط افراد علیه افراد انجام شود (مثلاً «او این کار را کرد، نه من!»)، افراد علیه گروه‌ها (مثلاً «به خاطر همه افراد بلندقد نتوانستم چیزی ببینم»)، گروه‌ها علیه افراد (به عنوان مثال، «او دلیل برنده نشدن تیم ما بود»)، و گروه‌ها در مقابل گروه‌ها.

## در سطح فردی
یک تعریف پزشکی از فرد گریزان این است:
فرایندی که در آن سازوکار بزرگنمایی یا جابجایی با تمرکز بر احساس‌های خصومت، پرخاشگری و سرخوردگی بستگی به میزان سرزنش روی فرد یا گروه دیگر به کار می‌رود. گریزان تاکتیک خصمانه‌ای است که اغلب برای کل گروهی از افراد بر اساس بی‌اخلاقی یا عمل غیرمنطقی تعداد کمی از افراد متعلق به آن گروه است. گریزان به تقصیر اجتماعی و تفکر قالبی مرتبط می‌شود.